# Meliosma condorensis
Meliosma condorensis är en tvåhjärtbladig växtart som beskrevs av Cornejo. Meliosma condorensis ingår i släktet Meliosma och familjen Sabiaceae. Inga underarter finns listade.